# Пераль, Исаак
Исаак Пераль и Кабальеро (исп. Isaac Peral y Caballero, 1 июня 1851, Картахена — 22 мая 1895, Берлин), испанский инженер, морской офицер и конструктор известной подводной лодки «Пераль». Служил на испанском флоте с 1866 года и разработал первую электрическую подводную лодку, которая была спущена на воду в 1888 году, но не была принята на вооружение. Затем он покинул службу в военно-морском флоте для разработки изобретений в коммерческих целях.

## Ранняя жизнь
Исаак Пераль был сыном Хуана Мануэля Пераля и Изабель Кабальеро. У него было два родных брата, которые позже также стали офицерами флота. Он родился в Картахене, Испания 1 июня 1851 года, где служил его отец, моряк Военно-морских сил Испании.
В 1859 году его отец был переведен на военную базу Сан-Фернандо (провинция Кадис). В 14 лет он решил присоединиться к своему брату Алехандро, который уже обучался военно-морской академии Colegio Naval Militar de San Carlos. Это была непосильная финансовая ноша для семьи, поэтому он усердно учился, чтобы получать хорошие оценки и знания. В 16 лет, спустя всего лишь два года, он начал свою службу в испанском флоте в ранге мичмана. Он также интересовался и изучал географию, физику и астрономию.
Исаак Пераль принимал участие в боевых действиях в Третьей Карлистской войне в Испании и на Кубе. Он был награжден большим количеством медалей за добросовестную службу.
В 1876 году в Кадисе Пераль женился на Марии дель Кармен Ченсио, дочери военного врача. У них было девять детей, но четверо из них умерли вскоре после рождения.
В 1881 году Пераль служил в ранге второго лейтенанта и был членом гидрографической группы на Филиппинах. Там, во время посещения парикмахера, он получил небольшой порез в районе виска, который вызвал длительную болезнь и впоследствии стал местом роста опухоли головного мозга.

## Разработка подводной лодки
Из-за плохого здоровья Исаак Пераль больше не мог путешествовать, поэтому он осел в испанском Кадисе, где преподавал в новой военно-морской школе Escuela de Ampliación de Estudios de la Armada. Там он нашел время, чтобы продолжить развивать свою идею создания подводной лодки с батарейным питанием и с системой для разгрузки торпед под водой. Его основными проблемами были его потребность в большом финансировании для разработки и тестирования его изобретения, отсутствие официальной поддержки и особенно его высокомерие при работе со своим прямым начальством.

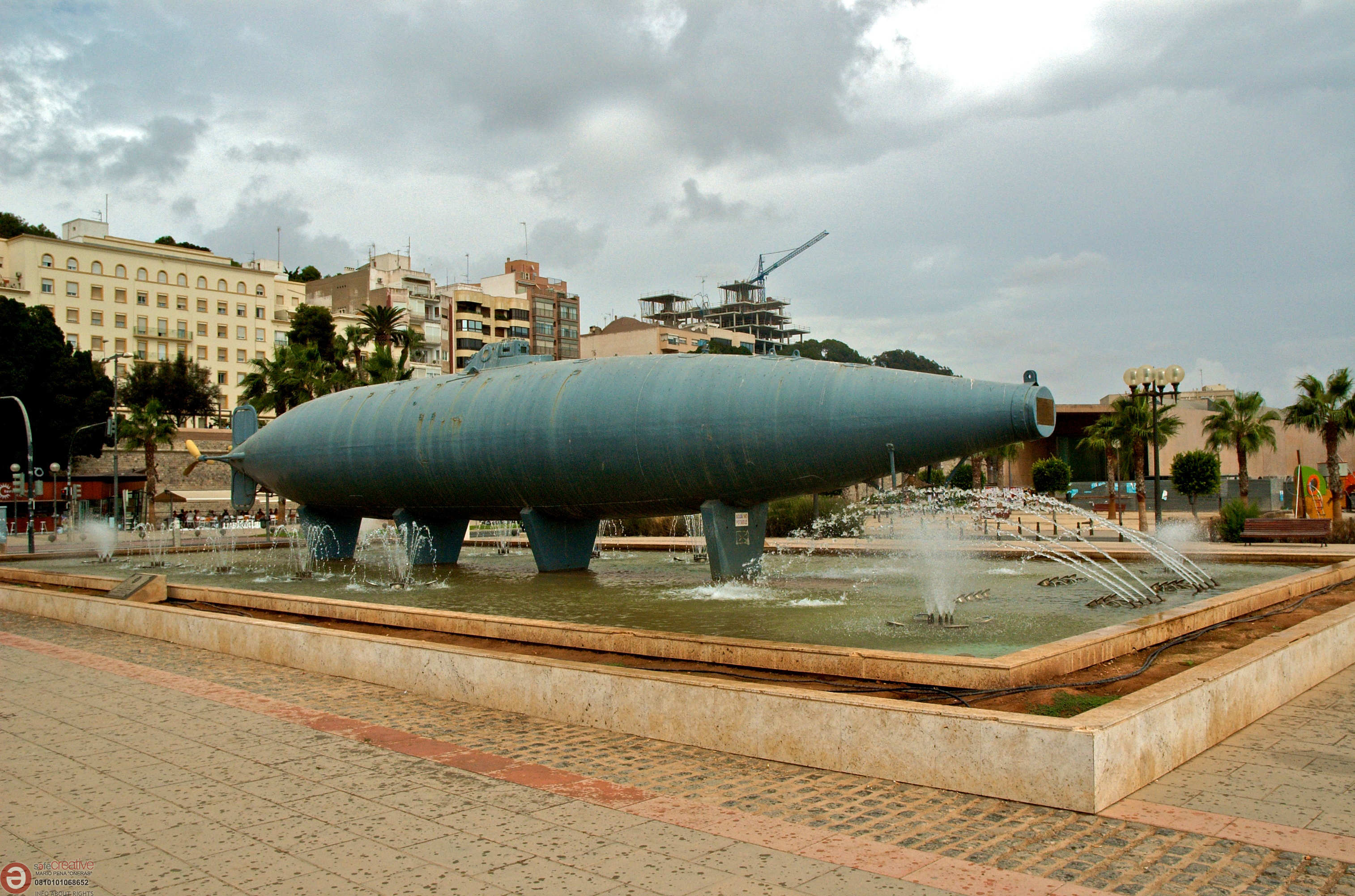
Подводная лодка Пераля

Проект подводной лодки Пераля был впервые задуман 20 сентября 1884 года, когда он написал статью, которая привлечёт внимание офицеров и руководителей военно-морского флота Испании, Proyecto de Torpedero Submarino («Проект подводного торпедоносца»).
Проведя несколько исследований и экспериментов и получив поддержку от своих начальников и коллег-офицеров, Пераль представил свою идею сотрудникам испанского военно-морского флота. В сентябре 1885 года он написал письмо испанскому военно-морскому министру, вице-адмиралу Пезуэле и Лобо. Пезуэла и Лобо вызвал Исаака в Мадрид, чтобы лично поговорить с ним. После разговора министр согласился профинансировать предварительные исследования Пераля в Кадисе с первоначальным бюджетом в 5000 песет до момента запуска программы по созданию полномасштабной подводной лодки. Подводная лодка «Пераль» была одной из самых первых подводных лодок из когда-либо созданных. Она была спущена на воду 8 сентября 1888 года, и впоследствии, в ходе проведённых испытаний с присутствием военно-морских властей Испании, лодка успешно совершила симуляцию нападения на крейсер ночью, не будучи замеченной, вернулась в порт без каких-либо повреждений. Однако подводная лодка была прибрежной, потому что в ней отсутствовал двигатель с двойным корпусом и дизельный двигатель (в то время бензиновые двигатели не были надежными). Но второй проект был отклонен военно-морскими властями. Пераль терял контроль над своим изобретением и переживал глубокое психологическое расстройство. Он уничтожил внутреннюю часть подводной лодки и чертежи, чтобы избежать копирования её иностранными шпионами.

## Отставка и смерть
Исаак Пераль, разочарованный в своём военно-морском начальстве, которое не дало ходу его проекту, ушёл в отставку со службы во флоте в ноябре 1891 года. Он перебрался со своей семьёй в Мадрид, основал электрическую компанию и по-прежнему изобретал и патентовал другие изобретения, такие как электрический пулемет или чертежи первых электростанций Испании. Всю жизнь он надеялся, что его проект подводной лодки будет принят правительством в будущем.
После операции в Берлине по удалению опухоли головного мозга, которой он страдал в течение нескольких лет, Пераль заболел менингитом. Он умер от этого заболевания в Берлине в мае 1895 года. Первоначально похоронен в Мадриде, в 1911 году его тело было перевезено в Картахену, где сейчас находится музей, посвященный его персоне и изобретениям.

## Память
Во многих населенных пунктах, как в Испании, так и за её пределами, Исааку Пералю установлены памятники, а его имя носят многие улицы, школы, парки и площади.
- Улица Исаака Пераля, в Картахене (Испания)
- Улица Исаака Пераля, в База (Гранада) (Испания)
- Улица Исаака Пераля, в Кордове (Испания)
- Улица Исаака Пераля, в Мадриде (Испания)
- Улица Исаака Пераля, в Саламанке (Испания)
- Улица Исаака Пераля, в Сарагосе (Испания)
- Улица Исаака Пераля, в Эль-Ойо-де-Пинарес (Испания)
- Улица Исаака Пераля, в Валенсии (Испания)
- Улица Исаака Пераля, в Алькала де Энарес (Испания)
- Улица Исаака Пераля, в Альбасете (Испания)
- Улица Исаака Пераля, в Виго (Испания).
- Улица Исаака Пераля, в Сантандере (Испания)
- Улица Исаака Пераля, в Суансес (Испания)
- Улица Исаака Пераля, в Уэльве (Испания)
- Улица Исаака Пераля, в Понферраде (Испания)
- Улица Исаака Пераля, в Дон Бенито (Испания)
- Улица Исаака Пераля, в Хаэн (Испания)
- Улица Исаака Пераля, в Линаресе (Хаэн) (Испания)
- Улица Исаака Пераля, в Андухаре (Хаэн) (Испания)
- Улица Исаака Пераля, в Баракальдо (Бискайя) (Испания)
- Улица Исаака Пераля, в Сестао (Бискайя) (Испания)
- Улица Исаака Пераля, в Санта-Люсия-де-Тирахана, Гран-Канария (Испания)
- Площадь Исаака Пераля, в Эль Пуэрто де Санта Мария (Испания)
- Подводная лодка «Пераль» находится в Военно-морском музее Картахены, в котором присутствует экспозиция, посвященная ему.
- В Картахене и Сан-Фернандо сохранились дома, в которых он жил при жизни.
- Четыре подводные лодки ВМФ Испании (с номерами A-0, C-1, S-32 и S-81, последние из которых находятся в стадии строительства и ввода в эксплуатацию запланированы на 2020 год), носят его имя.